# ظافر هانم
ظافر هانم (بالتركية: Zafer Hanım)‏ هي أول روائية تركية تكتب رواية. تاريخ ميلادها ووفاتها مجهولان. يقول الكاتب المعاصر محمد زهني أنها كانت فردًا من أسرة فؤاد باشا. زوجها كان كابولي باشا الذي توفي قبل أن تكتب ظافر هانم روايتها.
نشرت ظافر هانم روايتها بعنوان «حب الوطن» في 1877. إنها عن عبدتين، إنهما أسبانيتان تدعيان جولبياز وريفيا. يقول محمد زهني أن الشكل الأدبي للرواية كان سردًا واقعيًا وليس خياليًا. على الأرجح كان سردًا مبنيًا على قصة حياة فتاتين تعيشان في بيت لاظ باشا.
تم اكتشاف رواية ظافر هانم المنسية منذ زمنٍ بعيد على يد زهرة توسكا من جامعة بوغازيتشي [الإنجليزية] (تسمى أيضًا جامعة البسفور). وقد نشرت الرواية عام 1994 لدى دار أوغلاك.
حتى وقتٍ قريب كانت فاطمة علياء التي نشرت روايتها الأولى بعد أربعة عشر عامًا من رواية ظافر هانم، تعتبر أول روائية تركية. والآن يختلف النقاد حول من تعتبر أول روائية. بما أن ظافر كتبت فقط رواية واحدة مازال بعد النقاد يعطون الأولوية لفاطمة علياء.